# Tlecáxitl

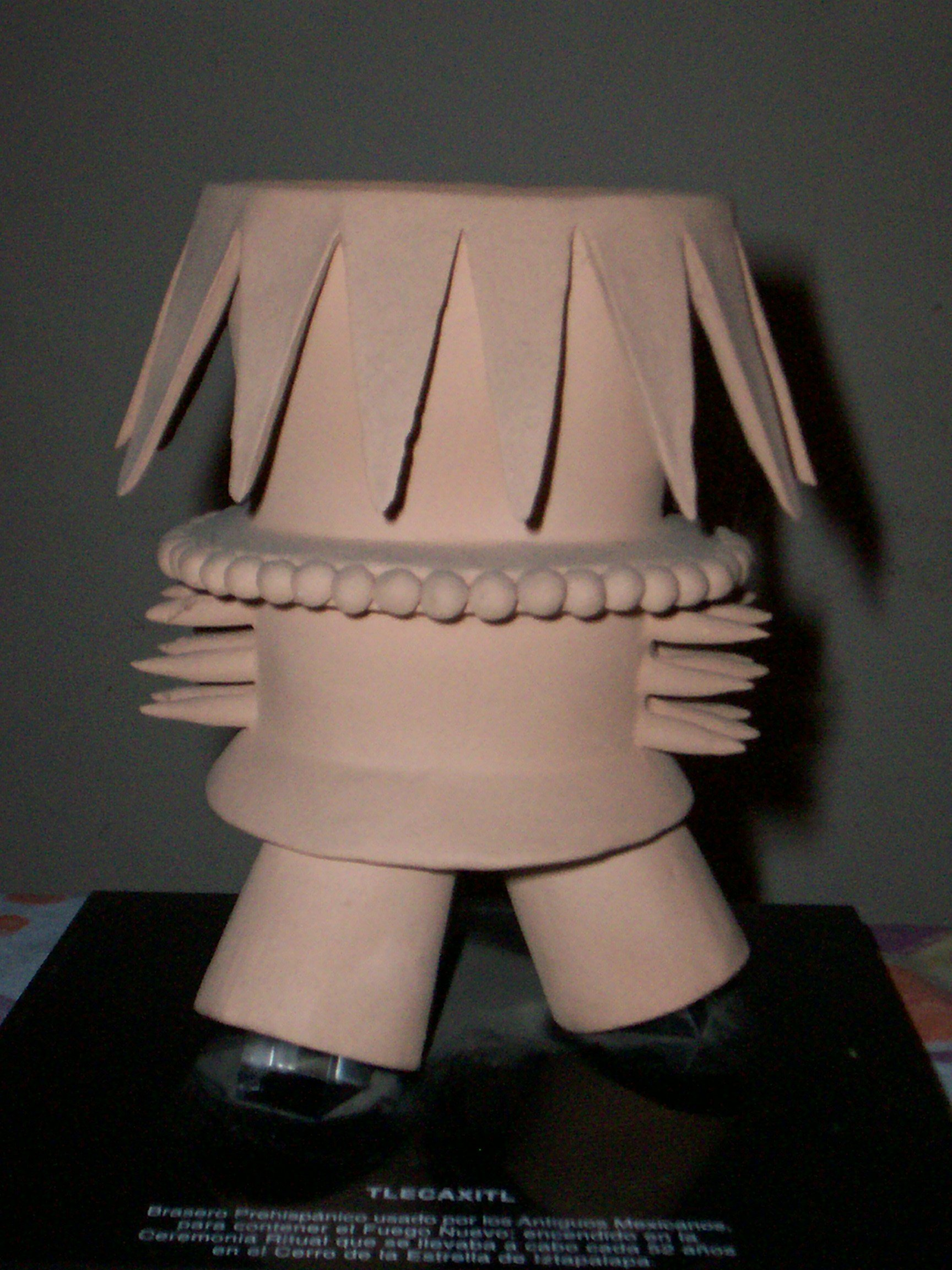
Reproducción en miniatura de un Tlecaxitl.

El Tlecaxitl era un brasero prehispánico utilizado por los aztecas para contener el Fuego nuevo que se encendía en una ceremonia ritual en el Cerro de la Estrella de Iztapalapa cada 52 años.
Con la finalización de un ciclo de 52 años, debían extinguirse todos los fuegos al tiempo que se destruían enseres domésticos, las mujeres y niños se recluían en sus casas y los hombres se reunían al pie del cerro. Al anochecer los sacerdotes ascendían al cerro y con un cuchillo ritual sacrificaban a una víctima. Sobre su pecho abierto se encendía un fuego y se pasaba al tlecaxitl, de donde luego se encendían las antorchas para los templos y los hogares. El nuevo amanecer significaba que el mundo se había salvado de la destrucción y que comenzaba un nuevo ciclo de 52 años.
La última ceremonia del Fuego Nuevo con estas características se realizó en el año 1507. Desde entonces se sigue realizando sin sacrificios humanos.
- Datos: Q6147720